# Paulina Rubio
Paulina Suana Rubio Dosamantes, bolj poznana kot Paulina Rubio, mehiška igralka in pevka, * 17. junij 1971, Ciudad de México, Mehika.
Kot solo pevka je Paulina  uspela prodati več kot 20.000.000 kopij svojih albumov. Znana je predvsem po albumih, glasbenih videih in pesmih, kot so: ...Y yo sigo aquí,Don´t say goodbye,Baila Casanova,Todo mi amor,Mio ter Causa Y efecto.
Leta 1992 je izšel njen album La Chica Dorada, ki je postal velika uspešnica leta. Z albumoma "Mio" in "Amor de mujer".
Po številnih uspehih, je Paulina zopet žela uspeh s trtjim albumom "Gran City Pop", ki je izšel 23. 06. 2009.Njen album "Gran City Pop" pa  ji  je imenovani  Grammyja za album latin leta v letu 2010(Best Latin Album). 

## Albumi

### Studijski albumi
- La chica dorada (1992)
- 24 kilates (1993)
- El tiempo es oro (1995)
- Planeta Paulina (1996)
- Paulina (2000)
- Border Girl (2002)
- Pau-Latina (2004)
- Ananda (2006)
- Gran City Pop (2009)

### Singli
- "Mio" (1992)
- "Abriendo las puertas al amor" (1992)
- "Amor de mujer" (1992)
- "Sabor a miel" (1992)
- "Nieva, nieva" (1993)
- "Vuelve junto a mi" (1993)
- "El ultimo adios" (2000)
- "Lo hare por ti" (2000)
- "Sexi dance" (2000)
- "Fire (Sexi dance"[3] (2000)
- "Tal vez, quiza" (2000)
- "Y yo sigo aquí"[4] (2001)
- "Yo no soy esa mujer" (2001)
- "Don't Say Goodbye" (2002)[5]
- "Si tu te vas" (2002)
- "Todo mi amor" (2002)
- "The One You Love" (2002)
- "Baila Casanova"[6] (2002)
- "I'll Be Right Here (Sexual Lover)(2003)[7]
- "Te quise tanto" (2004)
- "Algo tienes"[8] (2004)
- "Dame otro tequila" (2004)
- "Alma en libertad" (2004)
- "Mia" (2005)
- "Ni una sola palabra"[9] (2006)
- "Nada puede cambiarme" Feat Slash[10] (2006)
- "Ayudame" (2007)
- "Causa y Efecto"[11] (2009)
- "Ni rosas ni juguetes[12] (2009)
- "Ni rosas ni juguetes" Feat Pitbull[13] (2010)
- "Algo de ti (2010)

### Kompilacije
- 2000: Top Hits
- 2003: I'm So In Love: Grandes Exitos
- 2006: Mio: Paulina y Sus Éxitos
- 2007: Paulina Remixes
- 2008: Celebridades
- 2009: 6 Super Hits

### Turneje
- "Border Girl Tour"(2002)
- "Pau-Latina Tour"(2004)
- "Amor, Luz y Sonido Tour" (2006-2007)
- "Gran City Pop Tour" (2009–2010)

## Filmografija

### Telenovele
- 1988: Pasion y poder
- 1992: Baila Conmigo
- 1995: Pobre Niña Rica

### Filmi
- 1992: El dia del compadre}
- 1994: Besame en la boca